# 亨利·弗雷德里克·康拉德·桑德
亨利·弗雷德里克·康拉德·桑德（Henry Frederick Conrad Sander，1904年9月11日—1997年5月4日）为德国兰花学家及培育者。